# Titanethes fracticornis
Titanethes fracticornis is een pissebed uit de familie Trichoniscidae. De wetenschappelijke naam van de soort is voor het eerst geldig gepubliceerd in 1882 door Joseph.